# Li-Fi
Li-Fi (Light Fidelity) is een draadloze internetverbinding die werkt op basis van leds. Het systeem, ontwikkeld door de Duitse professor Harald Haas in 2011, is gelijkaardig aan Wi-Fi, maar zou honderd keer sneller kunnen werken.
Led-lampen vormen de basis van Li-Fi omdat ze in een seconde miljarden keren aan en uit kunnen gaan. Op deze manier zijn ze net als morse in staat om grote hoeveelheden informatie door te sturen. Zo haalde het systeem een recordsnelheid van 224 gigabit per seconde en werd bij een persvoorstelling in 2015 door het Estse bedrijf Velmenni een snelheid van 1 gigabyte per seconde gedemonstreerd. Daarnaast zou het systeem bestendig zijn tegen hackers omdat de lichtsignalen niet door de muur gaan en de informatie de kamer dus niet verlaat. Er komen ook grote nadelen bij Li-Fi. Allereerst werkt het systeem met licht en kan het niet door de muur gaan waardoor je heel veel zenders nodig hebt. Daarnaast werkt het systeem eenzijdig en kan het dus enkel maar informatie versturen en is het dus niet interactief.
Het bedrijf Velmenni hoopt rond 2018 het systeem op de particuliere markt te brengen. Er is ook al interesse in het ziekenhuis van Perpignan om in de materniteit het Wi-Fi-systeem te vervangen door Li-Fi en ook in museum Grand Curtius in Luik lopen experimenten.